# Tuberaria guttata
Espèce
L'Hélianthème taché, aussi appelé Tubéraire à gouttes ou Hélianthème à gouttes (Tuberaria guttata) est une petite plante annuelle aux feuilles tomenteuses de la famille des Cistacées.

## Synonymes
Plants of the world liste plus de cent synonymes, parmi lesquls dix synonymes homotypiques :
- Cistus guttatus L. (1753)
- Helianthemum guttatum (L.) Mill. (1768)
- Helianthemum guttatum var. milleri Pau (1928) (sa publication n’est pas valide)
- Helianthemum guttatum proles milleri Rouy & Foucaud (1895) (sa publication n’est pas valide)
- Helianthemum guttatum subsp. milleri Maire (1932) (sa publication n’est pas valide)
- Helianthemum milleri Rouy & Foucaud (1895), nom. superfl.
- Therocistus guttatus (L.) Holub (1986)
- Tuberaria guttata var. milleri Villar (1832) (sa publication n’est pas valide)
- Tuberaria variabilis f. milleri Merino (1905), nom. superfl.
- Tuberaria variabilis var. milleri Willk. (1878), nom. superfl.
- Xolanthes guttatus (L.) Raf. (1838)[1]

## Description

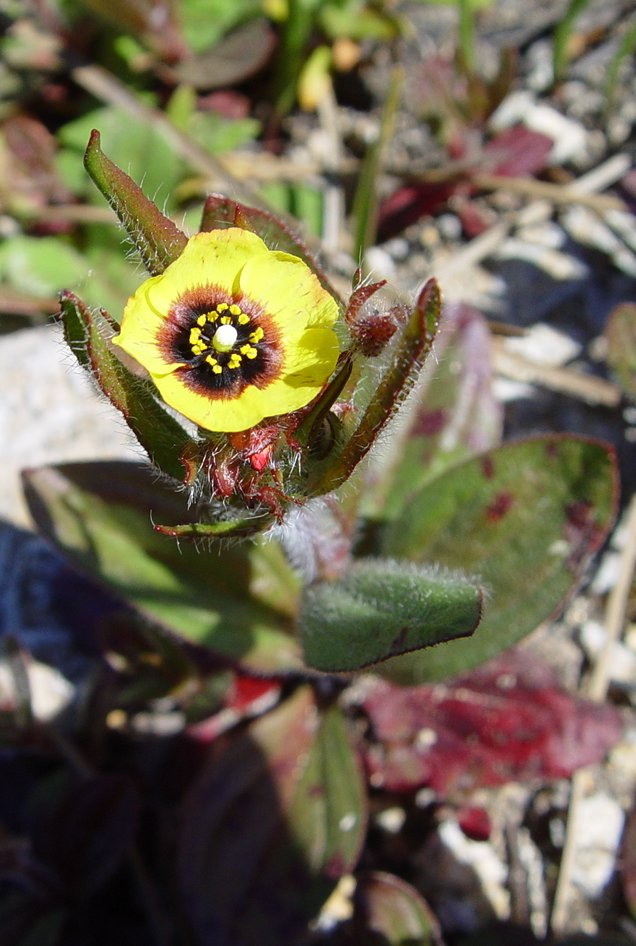
Fleur en Algarve (Portugal)

Cette espèce fleurit de mai à août en milieu sec. Elle produit des fleurs jaunes en cyme unipare hélicoïde, à pollinisation entomogame ou autogame. Le fruit est une capsule. Les graines sont disséminées par épizoochorie.
François Chicoyneau en 1732 puis A. de Palmas affirment que les pétales de cette espèce se meuvent au toucher (A. de Palmas : les pétales ou feuilles colorées de « l'Hélianthemum flore maculoso columnare s'affaissent et s'abattent dès qu'on les touche »). Planchon et Heckel écrivent en juin 1875 que l'irritabilité des pétales n'existe pas plus chez l'Helianthemum guttatum que chez les autres Cistes.

## Répartition et habitat
- - Habitat type : tonsures annuelles acidophiles, européennes
  - Aire de répartition : méditerranéen-atlantique[7]